# John Witherspoon (politik)
John Witherspoon (5. února 1723, Gifford, Skotsko – 15. listopadu 1794, New Jersey, Pensylvánie) byl skotsko-americký presbyteriánský teolog a jeden ze zakladatelů Spojených států. Witherspoon prosazoval koncept skotského realismu zdravého rozumu a jako prezident College of New Jersey v letech 1768–1794; (nyní Princetonská univerzita) se stal vlivnou postavou ve vývoji národního charakteru Spojených států. Witherspoon byl politicky aktivním delegátem z New Jersey na druhém kontinentálním kongresu a signatářem Deklarace nezávislosti. Byl jediným aktivním duchovním a jediným vysokoškolským profesorem, který Deklaraci podepsal. Později podepsal dokument Články Konfederace a trvalé unie. Podporoval ratifikaci ústavy Spojených států. V roce 1789 byl zvolen moderátorem prvního General Assembly (Valného shromáždění) Presbyteriánské církve ve Spojených státech amerických.

## Životopis

### Skotský presbyterián

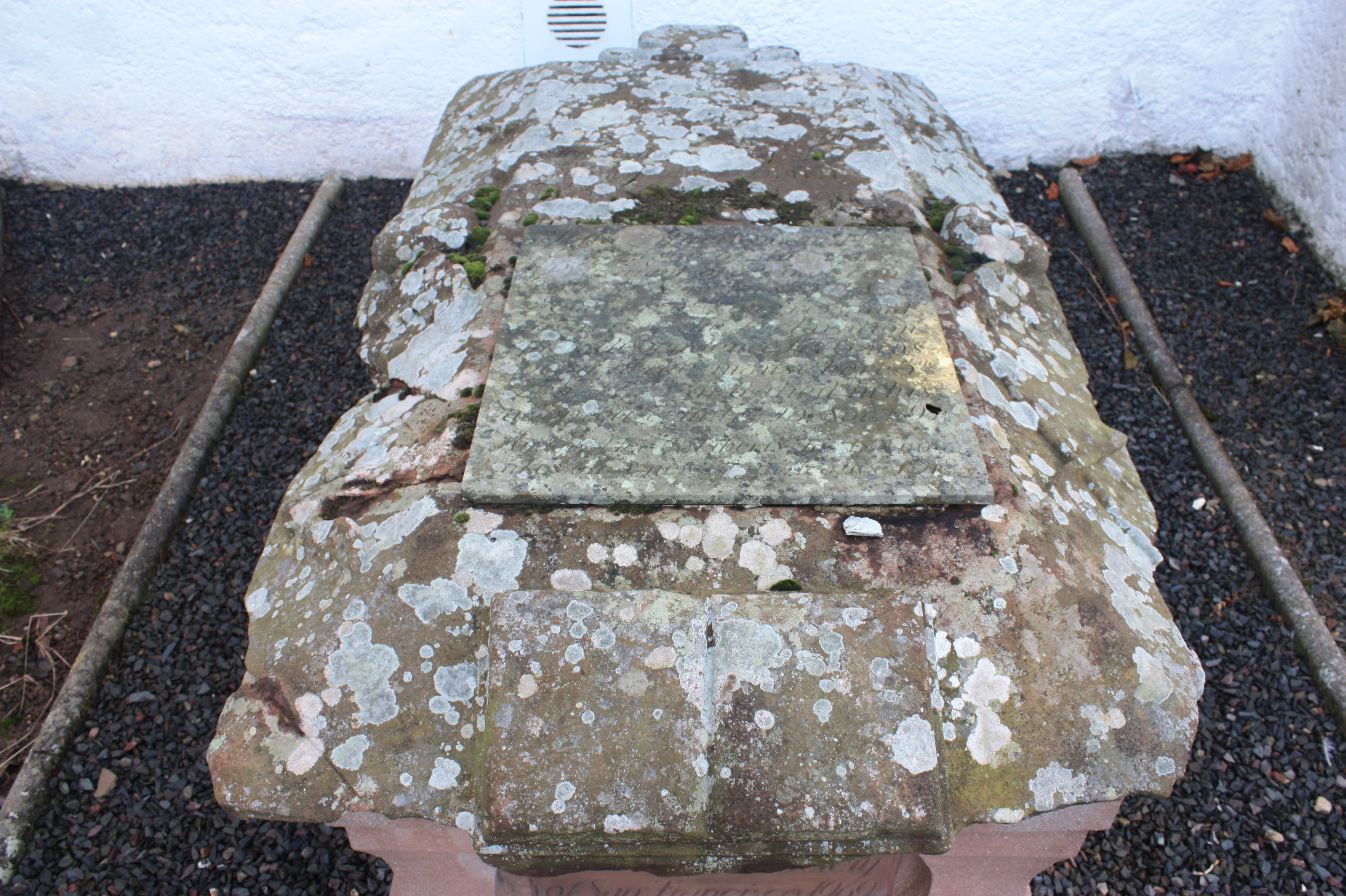
Náhrobek rev. Jamese Alexandra Witherspoona, Gifford

John Witherspoon se narodil v Giffordu ve východním Lothianu ve Skotsku jako nejstarší dítě ctihodného Jamese Alexandra Witherspoona a Anne Walkerové. Jeho matka byla z rodiny skotského vůdce Johna Welshe of Ayr a Johna Knoxe.. Tvrzení o jejím původu z rodiny Johna Knoxe je dlouhodobě zpochybňováno a bez dokumentace. Studoval na gymnáziu ve skotském Haddingtonu a získal titul Master of Arts na univerzitě v Edinburghu v roce 1739. Zůstal na univerzitě studovat náboženství. V roce 1764 získal čestný titul doktora v náboženství na Univerzitě v St Andrews. Witherspoon byl neochvějný protestant, nacionalista a zastánce republikanismu. Byl aktivní v boji proti římsko-katolickému jakobínismu stoupajícímu zejména v letech 1745–46. Po vítězství Jakobitů v bitvě u Falkirku ze 17. ledna 1746 byl krátce uvězněn na hradě Doune, což mělo dlouhodobý účinek na jeho zdraví. V letech 1745 až 1758 byl představeným skotské presbyteriánské církve v městě Beith v kraji Ayrshire. Zde se oženil s Elizabeth Montgomeryovou z Craighouse. Měli deset dětí, z nichž se pět dožilo dospělosti. Od roku 1758 do roku 1768 byl představeným církve v Paisley. Witherspoon se stal prominentní osobou uvnitř církve jako evangelický oponent skotské strany Moderate Party. Během svých dvou pastorátů napsal tři dobře známá díla o teologii, zejména satiru Ecclesiastical Characteristics (Církevní charakteristiky) z roku 1753, ve které se vyjádřil proti filosofickému vlivu Francise Hutchesona.
Witherspoon utrpěl v roce 1792 zranění očí a oslepl. Zemřel v roce 1794 na své farmě Tusculum, blízko Princetonu. Je pohřben vedle řady prezidentů na hřbitově v Princetonu. Soupis Witherspoonova majetku převzatého po jeho smrti zahrnoval „dva otroky... každý v hodnotě sta dolarů“.

### Princeton

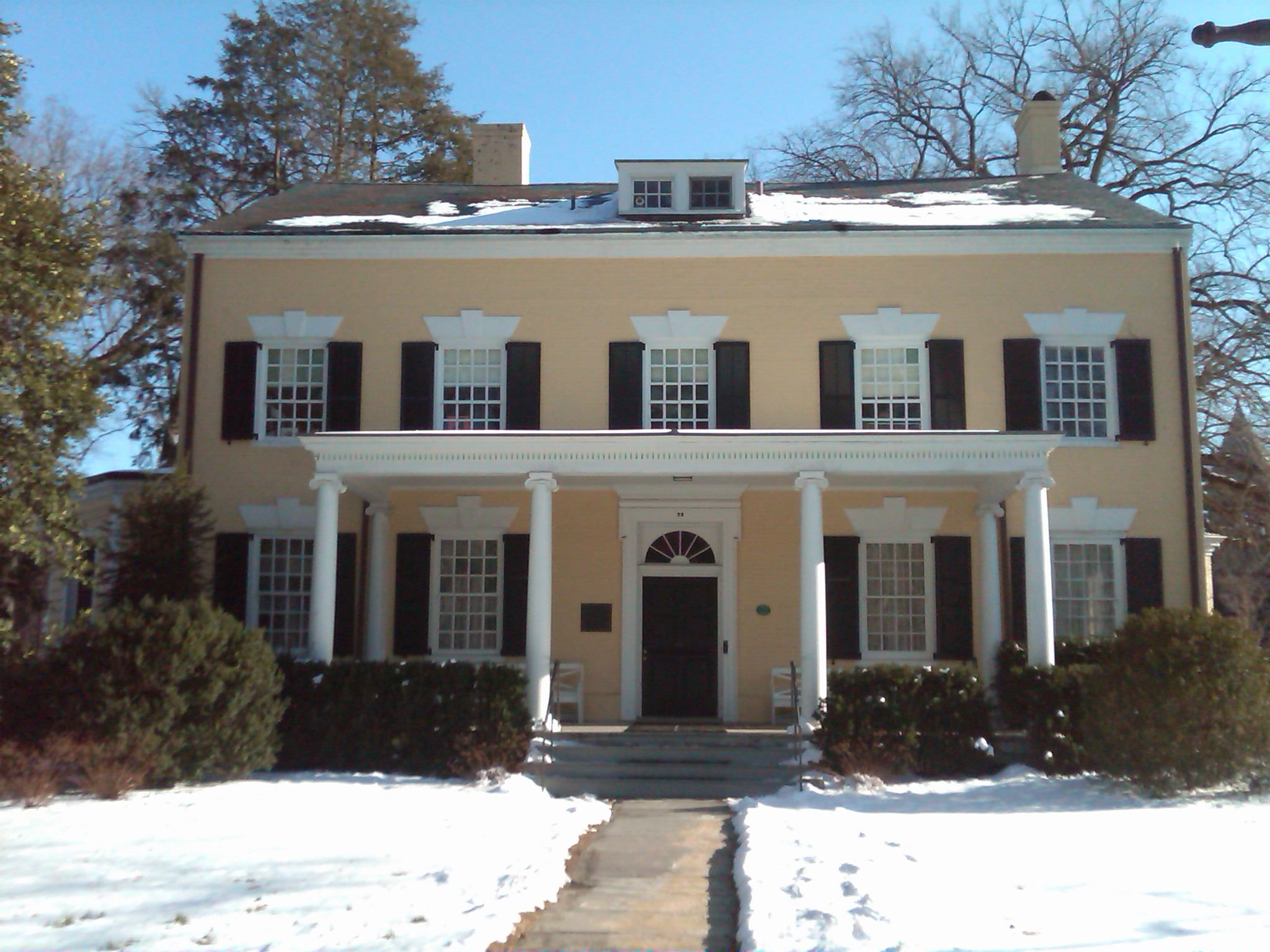
Dům prezidenta Princetonské univerzity, New Jersey. John Witherspoon zde žil od roku 1768 do 1779; nyní National Historic Landmark v USA.

Na naléhání Benjamina Rushe a Richarda Stocktona, s nimiž se setkal v Paisley, Witherspoon konečně přijal jejich obnovené pozvání (poté, co už jednu nabídku v roce 1766 odmítl), aby se stal prezidentem a profesorem malé presbyteriánské vysoké školy v New Jersey v Princetonu. Witherspoon a jeho rodina tam emigrovali v roce 1768. Ve věku 45 let se stal šestým prezidentem univerzity, později známé jako Princetonská univerzita. Po svém příchodu Witherspoon našel školu v dluzích, se slabým učitelským sborem a knihovnou, která jasně neplnila potřeby studentů. Okamžitě začal získávat finanční prostředky – jednak od místních občanů a také ze Skotska – sám věnoval knihovně tři sta vlastních knih a začal nakupovat vědecké vybavení včetně mechanického modelu sluneční soustavy amerického astronoma a matematika Davida Rittenhouseho. Witherspoon také zavedl řadu reforem, včetně nových učebních osnov a změny struktury univerzity podle modelu University of Edinburgh a dalších skotských univerzit. Zpřísnil také požadavky na přijímací řízení, což pomohlo škole soutěžit s Harvardovou univerzitou a Yaleovou univerzitou v získávání učenců. Witherspoon osobně učil kurzy řečnictví, krásné literatury (belles lettres), historickou chronologii a náboženství. Žádný kurz však nebyl důležitější než kurz morální filosofie. Witherspoon, zastánce přirozeného práva v křesťanské a republikánské kosmologii, považoval morální filozofii za životně důležitou pro vládní úředníky, právníky a další osoby, které zastávají pozice ve vládě, například soudci. S pevným vedením, ale s humorem byl Witherspoon velmi oblíbený na fakultě i mezi studenty. Než přijal nabídku z Princetonské univerzity byl Witherspoon předním evangelickým presbyteriánským duchovním ve Skotsku. Vzhledem k tomu, že v té době byla hlavní náplní vysokých škol výuka náboženství, Witherspoon se stal hlavním vůdcem rané presbyteriánské církve v Americe. Pomohl také zřídit presbyteriánský kostel Nassau Presbyterian Church v Princetonu v New Jersey. Transformoval vysokou školu určenou původně převážně k vyškolení duchovenstva na školu, která připraví vůdce nové protestantské země. Mezi studenty, kteří později hráli významné role ve vývoji nového národa, patřili James Madison, Aaron Burr, básník Philip Morin Freneau, William Bradford, druhý generální prokurátor Spojených států v letech 1794–1795 a soudce Nejvyššího soudu v Pensylvánii Hugh Henry Brackenridge. Z jeho studentů se stalo 37 soudci (z nichž tři se stali soudci Nejvyššího soudu USA); 10 důstojníků, 12 členů kontinentálního kongresu, 28 senátorů USA a 49 kongresmanů Spojených států.
V roce 1774 Witherspoon popsal setkání s nevysvětlitelným atmosférickým jevem. On a několik jeho přátel šli podél jezera Carnegie v New Jersey, když se klesající „ohnivá koule“ přiblížila ke skupině. Witherspoon ve svém časopise napsal, že to byla návštěva anděla, který ho informoval, že i on patří k božím vyslancům.

## Americká válka
Witherspoon se dlouhodobě vymezoval vůči tlaku britské koruny. Byl velmi obezřetný, viděl rostoucí hrozbu centralizace vlády, stoupající ideologii koloniálních autorit a zvýšenou podporu biskupů jako hrozbu pro svobodu kolonií. Nejvíce se obával rostoucího zasahování koruny do koloniálních záležitostí, které byly dříve výsadou a právem amerických úřadů. Anglie kladla důraz na zvyšování pravomoci biskupů. Obávala se zformování amerických „Scots Confession,“ a založení „Covenanters“, tak jak se stalo v presbyteriánském Skotsku.
Velmi podporoval americkou revoluci, pracoval ve výboru pro korespondenci (Committee of Correspondence) a Výboru pro bezpečnost od počátku roku 1774. Jeho kázání z roku 1776 o nutnosti „nadvlády prozíravosti nad hněvem“ bylo opakovaně vydáváno. Witherspoon byl členem delegace New Jersey do kontinentálního kongresu. John Hancock, prezident Kongresu jej jmenoval kongresovým kaplanem. V červenci 1776 hlasoval pro přijetí rezoluce za nezávislost za stát Virginie. V reakci na námitku, že země ještě není připravena na nezávislost, prý podle tradice odpověděl, že „situace není pouze zralá, ale už hrozí nebezpečí hniloby“. Svého jediného syna majora Jamese Witherspoona ztratil v bitvě o Germantown v roce 1777. Bitva byla součástí americké války za nezávislost. Witherspoon pracoval v Kongresu od června 1777 do listopadu 1784 a stal se jedním z jeho nejvlivnějších členů, pracoval s neuvěřitelnou energií. Zasedal ve více než deseti komisích, v mnoha výborech, ve výboru pro veřejné záležitosti, v korespondenčním výboru a dalších. Spolupracoval na sepsání stanov Konfederace – Articles of Confederation; pomáhal organizovat exekutivu; hrál hlavní roli při utváření veřejné politiky; a vypracoval pokyny pro smírčí soudce. Bojoval proti záplavě papírových peněz a postavil se proti vydávání dluhopisů bez zajištění jejich amortizace. „Někteří říkají, že nelze podnikat, protože peníze jsou vzácné,“ napsal. Pracoval také po dvě období v New Jersey Legislature, silně podporoval přijetí ústavy Spojených států během debat o ratifikaci v New Jersey. V listopadu 1777, když se válka přiblížila, Witherspoon uzavřel a evakuoval univerzitu College of New Jersey. Hlavní budova, Nassau Hall, byla těžce poškozena a jeho dokumenty a osobní poznámky byly ztraceny. Witherspoon po válce zorganizoval rekonstrukci Nassau Hall. Způsobilo mu to velké osobní a finanční potíže. V roce 1780 byl zvolen na jednoleté funkční období do New Jersey Legislative Council (zákonodárná rada v New Jersey). Ve věku 68 let se oženil s 24letou vdovou, se kterou měl další dvě děti.

## Wintherspoon filosof

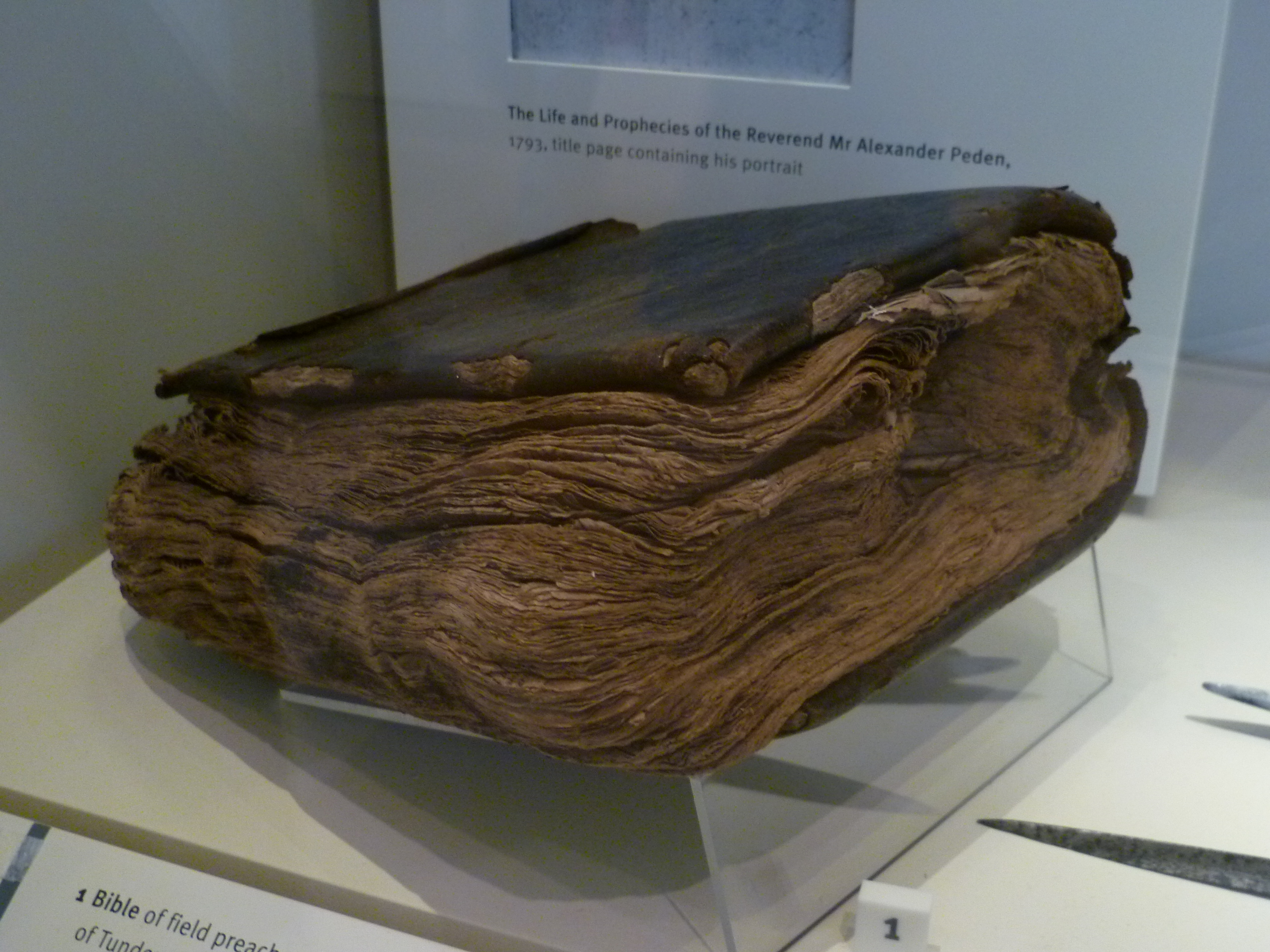
Bible Covenanterů Williama Hannay z Tundergarthu, Dumfriesshire, který byl Covenanterem během „The Killing Time“. Svou bibli schoval do slámy a utekl před vládními vojsky. Po návratu zjistil, že je poškozena ranou mečem. Expozice v Národním skotském muzeu v Edinburghu.

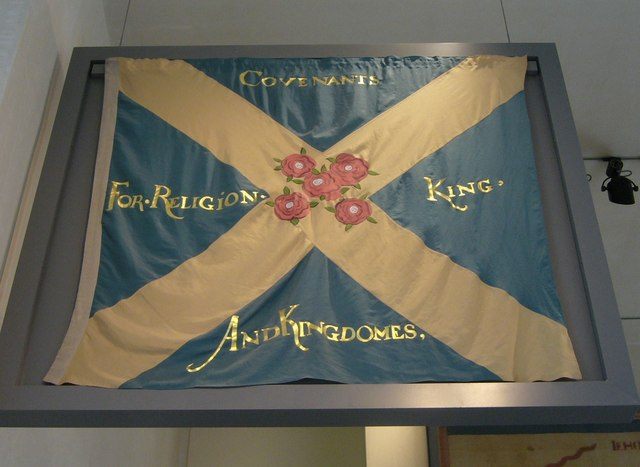
Replika vlajky skotských Covenanters

Podle Herberta Hovenkampa, Witherspoonův nejtrvalejší příspěvek byl iniciace skotského realismu zdravého rozumu. Poučil se od díla filozofa Thomase Reida. Wintherspoonovo dílo rozebírali dva jeho velcí obdivovatelé, Dugald Stewart a James Beattie. Na vysoké škole revidoval osnovy výuky filosofie, podpořil morálního realismu a přirozené filosofie a pod jeho vedením se Princeton zapojil do korespondence s vysokými školami celého světa. Přesto že byl zastáncem křesťanských hodnot, jeho rozumový realismus se kterým posuzoval veřejnou morálku státních úředníků byl více ovlivněn osvícenskou etikou skotských filozofů Francisem Hutchesonem a Thomasem Reidem než křesťanským idealismem Jonathana Edwardse. Pokud jde o civilní soudce, Witherspoon věřil, že jejich morální soudy by měly být pěstovány jako věda. Držel se starých konceptů z římské republiky o ctnostném chování státních úředníků, ale také vždy doporučoval svým studentům aby četli i moderní filozofy, jako jsou Machiavelli, Montesquieu a David Hume, i když nesouhlasil s Humeovým „nevěreckým“ postojem k náboženství. Argumentoval, že ctnost se vyvíjí ze smyslu pro mravnost, etický kompas je vložen Bohem do všech lidských bytostí a rozvíjí se náboženským vzděláváním (Reid) nebo občanskou společností (Hutcheson). Witherspoon viděl, že morálka má dvě odlišné složky: duchovní a světskou. Občanská vláda dlužila morálce víc než presbyteriánské učení.
Ve svých přednáškách o morální filosofii v Princetonu, účast na nich vyžadoval od všech bez výjimky, prosazoval revoluční právo na odpor a doporučoval kontrolu rovnováhy ve vládě. Měl silný vliv svého studenta Jamese Madisona, jehož návrh ústavy Spojených států obsahoval jak Witherspoonovy tak Humeovy téze. Historik Douglass Adair píše: „Osnova přednášek Witherspoona… ukazuje mladým Virginianům cestu k osvícenství.“ Witherspoon viděl jako nemožné prosazovat veřejnou morálku nebo občanské ctnosti bez náboženství. Proto bylo podle něho náboženství nezbytnou nutností pro udržení veřejné morálky. Ale i nekřesťanské společnosti mohou žít ctnostně, neboť ctnost se podle jeho definice nachází v přirozenosti. Witherspoon, v souladu se skotskou filozofií morálního realismu učil, že všechny lidské bytosti, ať už křesťanské nebo jiné, mohou být ctnostné, ale přesto byl oddán křesťanství jako jediné cestě k osobnímu spasení.

## Odkaz

### Obránce přirozeného křesťanství
Přestože John Witherspoon není příliš znám jako bystrý, významný nebo dokonce konzistentní reformovaný kazatel a myslitel, je pevně zakotven v reformované tradici vrcholné (high) a pozdní (late) ortodoxie, vloženou do transatlantického evangelického probuzení osmnáctého století. Byl frustrovaný stavem náboženství ve Skotském Kirku. Stejně jako Benedict Pictet (1655–1724) se Witherspoon pevně držel principů konfesního kalvinismu. A stejně jako Pictet i Witherspoon dychtivě ukazoval, že pravdy nadpřirozeného zjevení mohou být umocněny rozumem. Jeho cílem jako duchovního bylo bránit a reorganizovat tradiční skotskou presbyteriánskou teologii, aniž by něco měnil nebo zastíral.

## Poznámka
1. ↑  Covenanters – skotské presbyteriánské hnutí hrající důležitou roli v historii Skotska, menší pak v Anglii a Irsku, během 17. století. Svůj název odvozují od slova „covenante“, smlouva, znamenající pouto, právní dokument nebo dohodu, se zvláštním odkazem na smlouvu mezi Bohem a Izraelity ve Starém zákoně. Jsou tak pojmenováni pro řadu svazků nebo smluv, kterými se zavázali udržovat presbyteriánskou doktrínu a občanský řád jako jedinou formu náboženství své země. První „zbožné pouto“ pánů kongregace a jejich následovníků je datováno do prosince 1557; ale důležitější je National Covenant of the Church of Scotland (Národní smlouva Skotské církve) (1581), vypracovaná Johnem Craigem jako důsledek boje římskokatolíků za opětovné získání moci ve Skotsku. Dokument Scots Confession of Faith (Skotské vyznání víry) z roku 1560 odsoudil papeže a doktrínu římskokatolické církve. Dokument byl přijat shromážděním General Assembly (Valné shromáždění Skotské církve), podepsán králem Jakubem I. Stuartem a jeho rodinou, přivítán všemi Skoty a znovu vyhlášen v letech 1590 a 1596.V tomto článku byl použit překlad textu z článku Covenanters na anglické Wikipedii.